# Plumeria magna
Plumeria magna är en oleanderväxtart som beskrevs av T.A. Zanoni, M.M. Mejía P.. Plumeria magna ingår i släktet Plumeria och familjen oleanderväxter. Inga underarter finns listade i Catalogue of Life.